# Ægteskab
Ægteskab betegner et socialt og økonomisk fællesskab mellem to personer. I nogle lande er der mulighed for, at par af samme køn kan indgå ægteskab. I andre lande kan de vælge at indgå registreret partnerskab, som på det nærmeste er ligestillet med ægteskabet.
I Danmark er et ægteskab juridisk bindende i den forstand, at ægtefællernes formuer automatisk bliver til fælleseje, medmindre parret har indgået en ægtepagt og aftale om særeje.
Ved dødsfald foreskriver Ægteskabslovens §10, at hvis: “et tidligere ægteskab eller registreret partnerskab [er] opløst ved død, må den længstlevende ægtefælle eller registrerede partner ikke indgå ægteskab, før dødsbobehandling ved bobestyrer eller offentligt skifte er påbegyndt, eller privat skifte er afsluttet”. Man kan dermed ikke indgå nyt ægteskab, hvis man vælger at sidde i uskiftet bo.
Arvereglerne er forskellige for gifte og samlevende. En ægtepagt om særeje kan også have indflydelse på arvereglerne og delingen.  

## Typer af ægteskab

### Alternative ægteskabsformer
Ægteskabslignende vilkår kan opnås uden at gifte sig ved at oprette et testamente. Uden et testamente tilfalder arven ikke automatisk længstlevende i parforholdet, men fordeles på baggrund af arveloven.

### Traditionelt ægteskab
I et gammeldags ægteskab har manden og kvinden hver deres pligter, og de supplerer hinanden. Typisk er kvindens ansvar bundet til det huslige, og manden til det uden for hjemmet: kvinden står for husholdningen og pasningen af børnene, mens manden står for økonomien.

### Kønsneutralt ægteskab
Kønsneutralt ægteskab eller homoseksuel ægteskab er ægteskab mellem to personer af samme køn. Ret til dette ægteskab og derved juridisk anerkendelse af homoseksuelle parforhold er blevet en del af de menneskerettigheder, som LGBT-personer kæmper for at opnå. Ofte vedtages ret til kønsneutralt ægteskab i de lande, som først har juridisk vedtaget registreret partnerskab. Danmark var det første land i verden, der tillod registreret partnerskab i 1989, og i 2012 vedtog man i Danmark retten til homoseksuel ægteskab, som fuldt erstattede registreret partnerskab..

### Arrangeret ægteskab
I et gammeldags arrangeret ægteskab har parterne ikke selv har valgt deres partner, men ægteskabet er arrangeret af forældrene eller familieoverhovederne. Denne form for ægteskab var gængs fra antikken i vestlige kulturer, især i kongefamilier og adel, men er i dag gået af brug og erstattet af romantisk ægteskab. I dag er arrangeret ægteskab stadig i brug i nogle ikke-vestlige kulturer, hvor det har karakter af økonomiske eller politiske alliancer familierne imellem.

### Tvangsægteskab
Et tvangsægteskab er et arrangeret ægteskab, hvor den ene eller begge parter tvinges til ægteskab af forældre eller familieoverhoveder.
I dag anses tvangsægteskaber for at være en krænkelse af de involveredes menneskerettigheder. De Forenede Nationers Verdenserklæring om Menneskerettigheder siger i artikel 16, stk. 2.: Ægteskab skal kun kunne indgås med begge parters frie og fulde samtykke.
Nogle mener, at det er svært at skelne mellem tvangsægteskaber og arrangerede ægteskaber bl.a. pga. de involverede familiers forventninger.

### Proformaægteskab
Et proformaægteskab (eller skinægteskab) indgås og opretholdes udelukkende for et syns skyld eller for at opnå samfundsmæssige goder. Det har kun formel betydning og er uden en egentligt personlig binding.
Proformaægteskab kan ske i forbindelse med immigration, hvor den ene part er statsborger i et land og ved giftemål med en udlænding gør den anden part i stand til at indvandre til landet.
Den senere svenske statsminister Olof Palmes første ægteskab var et skinægteskab med den tjekkiske Jelena Rennerova i 1949. Det gjorde hende i stand til at udvandre fra det kommunistiske Tjekkoslovakiet.
Også den svenske skuespiller Stellan Skarsgård har indgået et skinægteskab.
Modtagerlandet vil ikke nødvendigvis være positivt indstillet overfor proformaægteskab i forbindelse med indvandring. Det skyldes at den indvandrede for eksempel kan nyde velfærdsydelser.
Derfor vil myndighederne ofte sørge for kontrol af ægteskaber, der kan ligne proformaægteskaber.
Hvis den borgerlige vielsesmyndighed i Danmark har mistanke om at et ægteskabs indgåelse har det afgørende formål at opnå opholdstilladelse, så skal den indberette det til Udlændingeservice.
Indgåelse af proformaægteskab og urigtig udfyldelse af en samlivserklæring kan i Danmark medføre fængselstraf og erstatning til det offentlige for udgifter det måtte have haft.
En dansk kvinde modtog i 2003 en dom på 60 dages fængsel og et erstatningskrav på flere hundrede tusinder kroner.

### Romantisk ægteskab
Det romantiske ægteskab opstod i den moderne verden i romantikken. I det romantiske ægteskab er det de to parters følelser for hinanden, der er afgørende, og ikke hensyn til slægtens interesser. Selv om det romantiske ægteskab hurtigt blev til et ideal, specielt som beskrevet i tidens romaner, levede det arrangerede ægteskab videre længe efter. I brydningen mellem en slægt, der forventede et traditionelt arrangeret ægteskab, og de unge, der inspireret af romantikken forventede et romantisk ægteskab, var der flere muligheder for, at det arrangerede ægteskab endte som et tvangsægteskab.
se Kærlighedsægteskab

### Morganatisk ægteskab
Et morganatisk ægteskab (ægteskab til venstre hånd) er et (ofte bigamisk) ægteskab indgået af en konge, hvis hustru ikke bliver dronning, og hvor de avlede børn ikke får arveret til tronen. Til gengæld får hustruen en morgengave.
se Ægteskab til venstre hånd.

### Tidsbegrænset ægteskab
Et tidsbegrænset ægteskab (Nikāḥ al-Mutʿah) er blandt shiamuslimer et ægteskab mellem en muslimsk mand og en fri, monoteistisk kvinde med fastsat varighed ved indgåelsen.
Andre retninger af islam opfatter denne form for ægteskaber som utugt.

### Børneægteskab
Et børneægteskab er et ægteskab, hvor den ene eller begge parter er et barn.

## Ægteskabets retsvirkninger
Ægteskab har en række konsekvenser:
- Ægtefællerne har gensidig forsørgerpligt
- Ægtefællerne har fælles økonomi og formue
- Ægtefællerne kan indgå aftaler med tredjemand på begges vegne
- En ægtefælle kan sidde i uskiftet bo efter den andens død

Nogle af disse konsekvenser kan fraviges ved aftale. Ved skilsmisse fortsætter den fælles forsørgerpligt, selv om den fælles økonomi bringes til ophør.

## Gensidig forsørgerpligt
Gensidig forsørgerpligt er et begreb inden for socialpolitikken i Danmark. Fra 2014 blev loven om aktiv socialpolitik ændret, således at samlevende par fik samme status som ægtepar, dvs. at de havde pligt til at forsørge hinanden. Dermed beregnes husstandsindkomsten og husstandens samlede formue under ét, når størrelsen af den ene parts kontanthjælp skal beregnes.
Hvis begge parter er på kontanthjælp, beregnes ydelsens størrelse ligeledes på grundlag af husstandsindkomsten.

### Konsekvenser
Ifølge tænketanken Kraka ville lovændringen betyde, at 12.000 fremover skulle forsørges af ægtefællen.
Par i denne situation vil kunne forbedre deres økonomiske situation ved at blive gift, da ægtefællen vil kunne reducere sin skat ved at udnytte den anden ægtefælles uudnyttede fradrag, hvilket samlevende ikke kan.

### Klagemuligheder
Fordi den nye lov stillede borgerne ringere, indførtes mulighed for en partshøring, når kommunen meddelte en borger, at kontanthjælpen ville blive beregnet ud fra den samlede husstandsindkomst.
Når forsørgerpligten var afgjort, havde borgeren 30 dage til at klage, og klagen behandledes i et møde, hvortil borgeren blev indkaldt. Indtil klagen var behandlet, fortsatte den hidtidige kontanthjælp, men det for meget modtagne beløb skulle tilbagebetales, hvis afgørelsen om gensidig forsørgerpligt blev fastholdt.

### Kontroverser
I forbindelse med lovændringen opstod der mindre bevægelser, websites, Facebook grupper og online underskriftsindsamlinger, som protesterede mod den. Nogle argumenterede endda for, at den var grundlovsstridig og planlagde en retssag mod staten.